# Günther Beck von Mannagetta und Lerchenau
Günther Beck Ritter von Mannagetta und Lerchenau (25 augustus 1856 – 23 juni 1931) was een Oostenrijks botanicus.
Beck was van 1885 tot 1899 hoofd van de botanische afdeling van het Botanisches Hofkabinett in Wenen, (later het Naturhistorisches Museum). In 1895 werd hij professor aan de Universiteit van Wenen. Van 1899 tot 1921 was Beck werkzaam aan de Karelsuniversiteit in Praag. Hier was hij onder andere het hoofd van de botanische tuin.
Beck was met name geïnteresseerd in de flora van de Alpen en de Balkan. Hij publiceerde in 1895 de monografie Die Gattung Nepenthes, met een revisie van het bekerplantengeslacht Nepenthes. Hierin verdeelde hij het door Joseph Dalton Hooker gepubliceerde ondergeslacht Eunepenthes in drie subgroepen: Apruinosae, Pruinosae en Retiferae.

## Publicaties (selectie)
- Flora von Niederösterreich (1890–1893)
- Die Vegetationsverhältnisse der illyrischen Länder begreifend Südkroatien, die Quarnero-Inseln, Dalmatien, Bosnien und die Hercegovina, Montenegro, Nordalbanien, den Sandzak Novipazar und Serbien (1901)
- Hilfsbuch für Pflanzensammler (1902)
- Flora Bosne, Hercegovine i Novipazarskog Sandzaka (drie delen, 1903–1927)
- Grundriß der Naturgeschichte des Pflanzenreiches, (1908)

- Bibsys: 1054869
- Bibliothèque nationale de France: cb12331931k (data)
- Author citation (botany): Beck
- CiNii: DA10380575
- Stuttgart Database of Scientific Illustrators 1450–1950: 2987
- Gemeinsame Normdatei: 116101148
- International Standard Name Identifier: 0000 0000 8113 3374
- Library of Congress Control Number: n87879821
- Nationale Bibliotheek van Tsjechië: uk2009539236
- Nationale en Universitaire bibliotheek Zagreb: 000205181
- Nederlandse Thesaurus van Auteursnamen: 093271832
- Réseau des bibliothèques de Suisse occidentale: 02-A000017471
- Système universitaire de documentation: 151260109
- Virtual International Authority File: 34528819
- WorldCat: E39PBJhmMjXbvtcGRwtpBCVBfq